# Plotosus
Plotosus es un género de peces actinopeterigios marinos, distribuidos por costas del océano Índico y oeste del océano Pacífico.

## Especies
Existen 9 especies reconocidas en este género:
- Plotosus abbreviatus Boulenger, 1895
- Plotosus canius Hamilton, 1822
- Plotosus fisadoha Ng y Sparks, 2002
- Plotosus japonicus Yoshino y Kishimoto, 2008
- Plotosus limbatus Valenciennes, 1840
- Plotosus lineatus (Thunberg, 1787)
- Plotosus nhatrangensis Prokofiev, 2008
- Plotosus nkunga Gomon y Taylor, 1982
- Plotosus papuensis Weber, 1910